# Депутаты Верховного Совета РСФСР от Кировской области
Депутаты Верховного Совета РСФСР от Кировской области (указан год выборов в Верховный Совет РСФСР):

## 1938 год
1. Большеменников Борис Павлович, заместитель начальника Управления НКВД по Кировской области
2. Ворожцова Вера Кузьминична, трест «Кирлес»
3. Зыков Анатолий Яковлевич, служба движения 4 отделения ст. Киров Горьковской железной дороги
4. Иволгин Иван Леонтьевич, Кировский обком ВКП(б)
5. Канунников Михаил Яковлевич, первый секретарь Кировского обкома ВКП(б)
6. Сурнина Антонина Гавриловна, Кировский государственный педагогический институт им. В. И. Ленина
7. Юревич Виктор Иванович, начальник Управления НКВД по Кировской области

По округам
Зыков Анатолий Яковлевич — Кировский городской округ.
Юревич Виктор Иванович — Кировский сельский округ.
Иволгин Иван Леонтьевич — Халтуринский округ.
Дмитриевых Александр Алексеевич — Котельничский округ.
Толстоброва Домна Климентьевна — Шабалинский округ.
Одинцова Агриппина Семеновна — Санчурский округ.
Рогинский Григорий Константинович — Яранский округ.
Сурнина Антонина Гавриловна — Советский округ.
Чадаев Яков Ермолаевич — Нолинский округ.
Груздев Иван Михайлович — Уржумский округ.
Солодилов Андрей Петрович — Малмыжский округ.
Ворожцова Вера Кузьминична — Унинский округ.
Большеменников Борис Павлович — Зуевский округ.
Елькин Николай Иванович- Слободский округ.
Канунников Михаил Яковлевич — Омутнинский округ.

## 1947 год
1. Кожевников Леонид Иванович, начальник Кировского областного Управления МГБ
2. Лопатин Александр Афиногенович, заведующий хирургическим отделением железнодорожной больницы г. Кирова
3. Попова Тамара Игнатьевна, заведующая кафедрой паразитологии Кировского сельскохозяйственного института
4. Саланов Алексей Михайлович, второй секретарь Кировского обкома ВКП(б)
5. Светлаков Николай Иванович, второй секретарь Кировского горкома ВКП(б)
6. Старухин Иван Порфирьевич, начальник Кировского областного Управления сельского хозяйства

## 1951 год
1. Васильев Иван Васильевич, заместитель председателя Кировского облисполкома
2. Решетников Петр Тимофеевич, профессор, заведующий кафедрой ботаники Кировского государственного педагогического института им. В. И. Ленина
3. Светлаков, Николай Иванович, председатель Кировского облисполкома
4. Сокерин Алексей Георгиевич, второй секретарь Кировского обкома КПСС
5. Сысоев Федор Тимофеевич, начальник Кировского областного управления МГБ

## 1955 год
1. Устюжанинов Петр Семенович, фрезеровщик машиностроительного завода им. I Мая г. Кирова
2. Фокеев Евгений Иванович, первый секретарь Кировского горкома КПСС
3. Хрусталев Сергей Александрович, заведующий кафедрой патологии и терапии Кировского сельскохозяйственного института

## 1959 год
1. Махортова Мария Андреевна, директор средней школы № 37 г. Кирова
2. Шаталин Григорий Иванович, второй секретарь Кировского обкома КПСС

## 1963 год
1. Большев Александр Саввич, директор электромашиностроительного завода им. Лепсе г. Кирова
2. Губорев Павел Трофимович, командир воинской части № 14043 г. Кирова
3. Доброрадных Павел Георгиевич, первый секретарь Кировского промышленного обкома КПСС
4. Некрасов Евгений Николаевич, второй секретарь сельского обкома КПСС, начальник Кировского производственного колхозно-совхозного управления Кировской области
5. Шаталин, Григорий Иванович, председатель Кировского промышленного облисполкома

## 1967 год
1. Беспалов Иван Петрович, первый секретарь Кировского горкома КПСС
2. Паузин Николай Иванович, председатель исполкома Кировского областного Совета депутатов трудящихся
3. Штанько Степан Федотович, командир войсковой части № 14043 г. Кирова
4. Штина Эмилия Андриановна, заведующая кафедрой ботаники Кировского сельскохозяйственного института

## 1971 год
1. Беспалов, Иван Петрович, первый секретарь Кировского обкома КПСС
2. Крысов Леонид Дмитриевич, токарь завода «Маяк» г. Кирова
3. Морозова Ираида Прокопьевна, оператор газовых сушилок Нововятского лыжного комбината Кирово-Чепецкого района Кировской области
4. Паузин, Николай Иванович, председатель исполкома Кировского областного Совета депутатов трудящихся

## 1975 год
1. Воробьев Константин Алексеевич, второй секретарь Кировского обкома КПСС
2. Коноплева Людмила Николаевна, обрезчица выпрессовки деталей Кировского комбината «Искож» Министерства легкой промышленности СССР
3. Мамаева Таисия Николаевна, учитель математики школы № 32 г. Кирова Министерства просвещения РСФСР
4. Паузин, Николай Иванович, председатель исполкома Кировского областного Совета депутатов трудящихся
5. Протасов Леонид Ильич, токарь Кировского машиностроительного завода им. XX партсъезда Министерства авиационной промышленности СССР
6. Прудников Владимир Антонович, директор Кировского машиностроительного завода им. XX партсъезда Министерства авиационной промышленности СССР

## 1980 год
1. Воробьёв, Константин Алексеевич, второй секретарь Кировского обкома КПСС
2. Лалетина Елена Михайловна, раскройщица кожевенно-обувного комбината им. Коминтерна Кировской области
3. Паузин, Николай Иванович, председатель исполкома Кировского областного Совета народных депутатов
4. Скутина Светлана Леонтьевна, маляр строительного управления кировских ТЭЦ треста «Северовостокэнергострой»

## 1985 год
1. Дербенев Александр Павлович, экскаваторщик Кировского управления механизации № 1 треста «Кировпромстрой»
2. Осминин Станислав Александрович, второй секретарь Кировского обкома КПСС
3. Паузин, Николай Иванович, председатель исполкома Кировского областного Совета народных депутатов
4. Скурихина Людмила Васильевна, намотчица катушек и трансформаторов Кировского электромашиностроительного производственного объединения им. Лепсе

## 1990 год
1. Десятников Василий Алексеевич, председатель Кировского облисполкома
2. Дрождин Борис Иванович, директор завода «Маяк»
3. Мартьянов Николай Алексеевич, начальник цеха Кировского производственного электромашиностроительного объединения им. Лепсе
4. Осминин, Станислав Александрович, первый секретарь Кировского обкома КПСС
5. Шулятьев Геннадий Федорович, заведующий отделом здравоохранения Кировского облисполкома

## Ссылка
- История выборов в Вятском крае. Киров, 2010. Стр. 107—112.